# Bisfenol S
El bisfenol S (BPS) es un compuesto orgánico, con fórmula química (HOC6H4)2, y masa molar 250,27 g/mol. Bisfenol S es el nombre común de 4,4-sulfonildifenol.
En general, el BPS es un sólido incoloro blanco en condiciones ambientales: densidad de 1,3663 g/cm3, y se funde a temperatura de 240-250 °C.[5]
El bisfenol S es un análogo estructural del disruptor endocrino bisfenol A (BPA), principal sustituto del BPA en la industria del plástico. Se diferencia de este en que posee un grupo sulfona (SO2) como enlazador central de la molécula, en lugar de un grupo dimetilmetileno (C(CH3)2) como en el caso del BPA.[6]

## Propiedades
| -                            |                                  |
| No CAS                       | 080-09-1                         |
| Peso molecular               | 250,27 g/mol                     |
| Fórmula y estructura química | C12H10O4S                        |
| Punto de ebullición          | 240-241 °C                       |
| Punto de fusión              | 245-250 °C 240.5                 |
| pKa                          | 8                                |
| Densidad                     | 1.377 g/cm3                      |
| Solubilidad del agua         | 1100 mg/L                        |
| pH                           | 6,6-7,9 (100 g/L, H2O, 20 °C)    |
| Estabilidad                  | Agente oxidante fuerte y estable |
| Vida media (día)             | Sedimento 135 Suelo 30 Agua 15   |
| Peso húmedo                  | 3.535 L/kg peso húmedo           |

## Historia
El bisfenol S se sintetizó por primera vez como un tipo de tinte en 1869 y se usa como sustituto del bisfenol A, ya que aumentaron los problemas de salud asociados con este, introduciéndose en los productos de consumo en la década de los 2000. Fue el principal análogo agregado a los papeles térmicos como revelador de color para reemplazar al bisfenol A.
El BPS «lixiviado» podría entrar y degradarse en el aire, partículas/polvo, suelo, agua, sedimentos, biota y alimentos; lo que provoca la contaminación del medio ambiente y finalmente, induce la exposición humana.[5]

## Usos
En general, el bisfenol S se utiliza como monómero en polímeros sintéticos así como en epoxi, por lo que se encuentra con frecuencia en algunos productos de consumo diario, como plásticos, revestimientos y envases de latas de alimentos, biberones, juguetes, materiales dentales y productos de cuidado personal.[5]
El BPS, o sus derivados, se utilizan en la producción de polietersulfonas, polisulfonas y resinas epoxi, resinas solubles en agua y termoendurecibles, reveladores sensibles al calor, productos químicos fotográficos, carbonatos de poliftalato, modificadores de polímeros y retardantes de llama bromados.
Además, se utiliza como monómero para utensilios de cocina, en papeles térmicos como sustituyente del BPA y se encuentra en altas concentraciones en recibos, cajas de cartón y papel para alimentos reciclados.[7]

## Efectos en la salud
Efectos cardiacos
En un estudio realizado, se comprobó que el BPS no alteró ninguno de los siguientes parámetros electrofisiológicos cardiacos evaluados: fijación de voltaje de células completas en líneas celulares para expresar el canal de Na+ dependiente de voltaje, el Ca2+ dependiente de voltaje tipo L o el canal de K+ rectificador retardado de activación rápida.
Los resultados de este estudio, demuestran que BPA y BPF ejercen un efecto inhibidor inmediato sobre los canales iónicos cardíacos, mientras que BPS es notablemente menos potente, aunque habría que seguir realizando estudios para sacar una conclusión de los perfiles de seguridad de los análogos de bisfenol en el corazón.[4]
Efectos neuroconductuales
El BPS dietético posee un efecto en el sistema nervioso. Interrumpe el hipotálamo a concentraciones relativamente altas, y produce cambios en la actividad locomotora.[1]
Induce una neurogénesis hipotalámica precoz, disminución de la producción de testosterona y aumento del peso uterino.
Efectos sobre la obesidad
Con respecto al efecto del BPS dietético en los trastornos obesogénicos y metabólicos, el BPS causa acumulación de lípidos en los adipocitos y preadipocitos, a través de una vía diferente a la del BPA, ya que en los estudios el BPS activa simplemente los preadipocitos en hombres pero no en mujeres como es el caso del BPA. Además, los niveles detectables de BPS están correlacionados significativamente con la diabetes gestacional.
Otros efectos metabólicos
El bisfenol S en altas concentraciones tiende a regular a la baja las biomoléculas, mientras que a  bajas concentraciones del mismo, tienden a mejorar las reacciones metabólicas, como, por ejemplo:
- Regulación al alza: estrógenos, ácidos grasos, fosfolípidos, aminoácidos.
- Regulación a la baja: andrógenos, nucleótidos.

La interferencia del bisfenol S en el metabolismo de los aminoácidos podría desencadenar la enfermedad de Alzheimer, mientras que, su alteración del metabolismo de la glucosa se asocia con diabetes tipo II.
Efectos sobre la salud reproductiva
Estudios previos demuestran que el BPA y el BPS exhiben efectos similares sobre la reproducción en especies de peces y roedores.Según datos, el BPS altera la esteroidogénesis en las células de la granulosa bovina.[6]
En términos de exposición dietética al BPS, que afecta al sistema reproductivo, disminuye la mortalidad de los espermatozoides. Sin embargo, disminuye la espermatogénesis, a una concentración 10 veces más baja que otros análogos de bisfenol.[1]  En conclusión, BPS  parece ser una  alternativa más seguras que BPA para la biología del esperma, ya que no afectan las funciones mitocondriales,ni a la motilidad y ni a la viabilidad de los espermatozoides. También se correlaciona con niveles más bajos de hormonas de CRH, lo que podría interferir con el parto natural. El BPS está vinculado al BPA por ser el segundo análogo de bisfenol más espermatotóxico.[3]

## Consideraciones ambientales
El bisfenol S se ha aplicado a los productos de consumo presentes en nuestra vida diaria. Se encuentra omnipresente en el medio ambiente, en todo el mundo, pero generalmente con niveles de concentración inferiores al BPA. Incluimos varios medios ambientales como el agua, los sedimentos, los lodos, el aire y el polvo en interiores, los productos de consumo y la orina humana. En este último caso, se concluye que los humanos están ampliamente expuestos al BPS, por su alta presencia en el mundo en la muestra de orina humana.[5]

## Síntesis
El bisfenol S se prepara mediante la reacción de dos equivalentes de fenol con un equivalente de ácido sulfúrico u óleum.
2 C
6H
5OH + H
2SO
4 → (C
6H
4OH)
2SO
2 + 2 H
2O
2 C
6H
5OH + SO
3 → (C
6H
4OH)
2SO
2 + H
2O
Esta reacción también puede producir 2,4'-sulfonildifenol, una complicación isomérica común en las reacciones de sustitución aromática electrofílica.